# Цифровізація
Цифровізація — це процес впровадження та використання цифрових технологій та методів у різні аспекти життя та діяльності, включаючи бізнес, управління, освіту та повсякденний побут. У рамках цифровізації відбувається переведення інформації та процесів у цифровий вигляд, що дозволяє автоматизувати завдання, підвищити ефективність, покращити комунікацію та розширити можливості.